# Aidan Alexander
Aidan Alexander (Boise, 17 febbraio 2000) è un attore e musicista statunitense famoso per aver recitato nel film A Cowgirl's Story.

## Biografia
Aidan Alexander è nato e cresciuto a Boise, nell'Idaho. All'età di cinque anni ha esordito come attore in una recita scolastica nel ruolo del protagonista.
L'esordio cinematografico come attore avviene nel 2005 nel film Night Cry. Dopo aver recitato in alcuni cortometraggi, nel 2017 recita nel film A Cowgirl's Story.

## Filmografia

### Cinema
- Night Cry, regia di Francis Xavier (2005) uscito in home video
- Dodge City, regia di Francis Xavier (2007) uscito in home video
- Never on Sunday, regia di Francis Xavier (2009) uscito in home video
- Social Experiment, regia di Constance Tillotson – cortometraggio (2012)
- In the Shadows, regia di Catrine McGregor – cortometraggio (2012)
- Red Wing, regia di Will Wallace (2013)
- The Seed, regia di Christian Lybrook – cortometraggio (2013)
- Restricted – cortometraggio (2013)
- Bullying, regia di Allison Smith – cortometraggio (2013)
- .270, regia di Jake Lee Hanne – cortometraggio (2017)
- A Cowgirl's Story, regia di Timothy Armstrong (2017)
- Vikes, regia di Tenney Fairchild (2017)
- F*&% the Prom, regia di Benny Fine (2017)

### Televisione
- Granite Flats – serie TV, 13 episodi (2013)
- The Bluffs – serie TV, 1 episodio (2015)
- Love – serie TV, 1 episodio (2018) (non accreditato)
- Mr. Student Body President – serie TV, 5 episodi (2018)
- Baby Doll Records – serie TV, 6 episodi (2018)
- Cavaliere per caso (Dwight in Shining Armor) – serie TV, 2 episodi (2019)
- Play by Play – serie TV, 11 episodi (2018-2019)